# كوهيج
 کوهیج (بالفارسية: روستاى کوهیج) قرية كبيرة تتبع بلدة جناح (بالفارسية: بخش جناح ) من توابع مدينة بستك وتقع في محافظة هرمزگان في جنوب إيران. وتبعد عن مركز المدينة (بستك) 18 كيلومتراً، تقع في أسفل هضبة سلسلة جبال گابست من جهة الجنوب، وتحدها قرية كره كوه من ناحية الشمال. قرية كوهيج كانت مهد العلم والعلماء في قديم الزمان.

## حدود قرية کوهیج
حدود قرية کوهیج: تقع قرية كوهيج اسفل هضبة سلسلة جبال گابست، بحيث سلسلة جبال گابس في شمالها، وتحدها من جهة الجنوب قرية فاریاب كوهيج، ومن جهة الغرب قرية «گره كوه»، «ميستان»، ولاور ميستان، ومن جهة الشرق «پشتخه پتنگ»، ومن ثم مدينة بستك في أقصى الشرق.

## السكان
يبلغ عدد سكان هذه القرية حسب تعداد السكان لعام 2006 للميلاد، (2728) تشكل (526) عائلة، من أهل السنة والجماعة أشاعرة على المذهب الشافعي. يتكلمون الفارسية باللهجة المحلية، بها مسجدان ولهم مدارس ابتدائية، والاعدادية والثانوية، وعيادة صحية صغيرة، وشبكة مياه وكهرباء وهاتف، وعدة برك لحفظ مياه الأمطار.
وحكام هذه المنطقة هم أحفاد السيد الشيخ حسن عالي بن أحمد بن محمد بن مكتوم بن محمد «الصلصيل» بن عبد الله بن الحسن بن عبد الله «الصلصيل» بن محمد بن داود «الأمير» بن موسى «الثاني» بن عبد الله «الشيخ الصالح/الرضا» بن موسى «الجون» بن عبد الله «المحض» بن الحسن «المثنى» بن الحسن «السبط» بن «الإمام» علي بن أبي طالب عليهم السلام، وقد نزل الشيخ حسن بن عالي كوهيج ووالده ثم عاد والده وبقي هو وتوفي فيها وله مسجد وضريح مشهور في كوهيج.

## المدارس الدينية في کوهیج
اشتهرت قرية كوهيج بمدارسها الدينية، ولهذه القرية الفضل في نشر العلم والدين في بلاد فارس كلها، وقد زار هذه القرية محمد بن عبد الوهاب، والتقى بعلمائها كما تقول المصادر. وكذلك زارها الرحالة ابن بطوطة وهو في طريقه إلى مدينة خنج والتي كانت تسمى (خنجبال) آنذاك. وقد ذكرها في كتابه «تحفَة النُظار في غَرائب الأمَصار وعَجائب الأسفَار». «قرية كوهيج» كانت مركز العلم ومنارة الإسلام، حيث كانت داراً من دور العلم الشرعي آنذاك، كانت تدرس في مدارسها الفقه والحديث والتفسير والنحو، وكانت من أهم المراكز التعليم في بلاد فارس.

## أشهر علماء كوهيج
و من أشهر علماء كوهيج الذين أفادوا أهل فارس في ذلك الوقت:
- 1. شهاب الدين أبو عبد الرحمن احمد الكوهيجى.
  2. شافعي بن أحمد الكبير.
  3. الحاج الشيخ حسن.
  4. الحاج احمد مفتي.
  5. الشيخ حسن العالي.
  6. عبد الله نقشبندي الكوهيجي.

## وصلات خارجية
- التقسيمات الادارية لمحافظة هرمزگان